# Лоуренс, Дерек
Дерек Лоуренс (англ. Derek Lawrence, 16 ноября 1941 – 13 мая 2020) — британский музыкальный продюсер, наиболее известный своей работой с группами The Outlaws, Deep Purple, Machiavel, Flash и Wishbone Ash.
В конце 1963 года Лоуренс заключил контракт с Джо Миком, продюсером британской группы The Outlaws, в которой тогда играл начинающий гитарист Ричи Блэкмор. Совместная деятельность Лоуренса и Мика продолжалась до 1965 года, ознаменовавшись продюсированием мерсибит-группы Freddie Starr. В конце 1960-х Лоуренс работал с несколькими рок-коллективами, в том числе с The Pretty Things.
В 1968 году он спродюсировал трек Jethro Tull «Sunshine Day», а в период 1968 – 1969 гг. он спродюсировал первые три альбома Deep Purple, записанные на студиях Pye Studios и De Lane Lea Studios в Лондоне.
Деятельность Лоуренса в 80-е годы была менее активной, иногда он записывался с Карлом Уэйном, Тони Уилсоном и другими.
Лоуренс скончался от рака 13 мая 2020 в возрасте 78 лет.

## Альбомы, спродюсированные Лоуренсом
- Deep Purple: Shades of Deep Purple (1968)
- Deep Purple: The Book of Taliesyn (1968)
- Deep Purple: Deep Purple (1969)
- Wishbone Ash: Wishbone Ash (1970)
- Wishbone Ash: Pilgrimage (1971)
- Green Bullfrog: Green Bullfrog (1971)
- Wishbone Ash: Argus (1972)
- Angel: Angel (1975)
- Angel: Helluva Band (1976)
- Legs Diamond: Legs Diamond (1977)
- Quiet Riot: Quiet Riot (1977)
- Wishbone Ash: No Smoke Without Fire (1978)
- Fist: Turn the Hell On (1980)
- Quartz: Stand Up and Fight (1980)
- E.F. Band: Last Laugh Is on You (1981)